# Basketball-Bundesliga 2019-2020
La Basketball Bundesliga 2019–2020, chiamata per ragioni di sponsorizzazione easyCredit Basketball Bundesliga, è stata la 54ª edizione del massimo campionato tedesco.

## Squadre
La stagione 2019-2020 della Lega è composta da 17 squadre.
È la prima stagione in cui alle squadre viene richiesto un budget non al di sotto dei €3 milioni, e un patrimonio minimo netto di €250,000. Diciassette squadre hanno ottenuto la licenza per disputare la stagione.
Squadre promosse dalla ProA
- Hamburg Towers
- Nürnberger Falcons, indisponibili ad ottenere la licenza per la stagione 19-20.[1]

### Squadre partecipanti
| Squadra                    | Città                | Palazzetto                    |
| -------------------------- | -------------------- | ----------------------------- |
| Brose Bamberg              | Bamberga             | Brose Arena (6.200)           |
| medi Bayreuth              | Bayreuth             | Oberfrankenhalle (4.000)      |
| Alba Berlin                | Berlino              | Mercedes-Benz Arena (14.500)  |
| Telekom Baskets Bonn       | Bonn                 | Telekom Dome (6.000)          |
| Löwen Braunschweig         | Braunschweig         | Volkswagen Halle (6.600)      |
| Crailsheim Merlins         | Crailsheim           | Arena Hohenlohe (3.000)       |
| Fraport Skyliners          | Francoforte sul Meno | Fraport Arena (5.000)         |
| Gießen 46ers               | Gießen               | Sporthalle Gießen-Ost (4.003) |
| BG Göttingen               | Gottinga             | Sparkassen Arena (3.447)      |
| Hamburg Towers             | Amburgo              | Inselparkhalle (3.400)        |
| MHP Riesen Ludwigsburg     | Ludwigsburg          | MHPArena (5.300)              |
| Bayern Munich              | Monaco di Baviera    | Audi Dome (6.700)             |
| EWE Baskets Oldenburg      | Oldenburg            | Große EWE Arena (6.069)       |
| ratiopharm Ulm             | Ulma                 | Arena Ulm/Neu-Ulm (6.000)     |
| Rasta Vechta               | Vechta               | Rasta Dome (3.140)            |
| Syntainics Mitteldeutscher | Weißenfels           | Stadthalle Weißenfels (3.000) |
| S.Oliver Würzburg          | Würzburg             | s.Oliver Arena (3.140)        |

### Personale e sponsorizzazioni
| Squadra                | Allenatore          | Sponsor Tecnico | Sponsor di squadra           |
| ---------------------- | ------------------- | --------------- | ---------------------------- |
| Alba Berlin            | Aíto García Reneses | Adidas          | ALBA SE                      |
| Bayern Munich          | Dejan Radonjić      | Adidas          | BayWa                        |
| BG Göttingen           | Johan Roijakkers    | Nike            | Satorius                     |
| Brose Bamberg          | Roel Moors          | Macron          | Brose Fahrzeugteile          |
| Crailsheim Merlins     | Tuomas Iisalo       | Hakro           | Hakro                        |
| Hamburg Towers         | Mike Taylor         | K1x             | VTG                          |
| EWE Baskets Oldenburg  | Mladen Drijenčić    | Owayo           | EWE                          |
| Fraport Skyliners      | Gordon Herbert      | Peak            | Fraport                      |
| Gießen 46ers           | Ingo Freyer         | K1x             | Rovema                       |
| Löwen Braunschweig     | Frank Menz          | Spalding        | hey car                      |
| medi Bayreuth          | Raoul Korner        | K1x             | Medi                         |
| MHP Riesen Ludwigsburg | John Patrick        | Macron          | Mieschke Hofmann und Partner |
| Syntainics MBC         | Wojciech Kamiński   | K1x             | Puraglobe                    |
| Rasta Vechta           | Pedro Calles        | Spalding        | Rasta                        |
| ratiopharm Ulm         | Jaka Lakovič        | Nike            | Ratiopharm                   |
| s.Oliver Würzburg      | Denis Wucherer      | K1x             | s.Oliver                     |
| Telekom Baskets Bonn   | Predrag Krunić      | Spalding        | Deutsche Telekom             |

## Stagione Regolare

### Classifica
|  | Pos. | Squadra                | PT | G  | V  | P  | PF   | PS   | Dif  | SD  |
|  | ---- | ---------------------- | -- | -- | -- | -- | ---- | ---- | ---- | --- |
|  | 1.   | Bayern Munich          | 38 | 21 | 19 | 2  | 1788 | 1555 | +233 |     |
|  | 2.   | MHP Riesen Ludwigsburg | 34 | 21 | 17 | 4  | 1816 | 1655 | +161 |     |
|  | 3.   | Crailsheim Merlins     | 30 | 21 | 15 | 6  | 1890 | 1772 | +118 |     |
|  | 4.   | Alba Berlin            | 28 | 19 | 14 | 5  | 1774 | 1551 | +223 |     |
|  | 5.   | EWE Baskets Oldenburg  | 26 | 20 | 13 | 7  | 1687 | 1663 | +24  |     |
|  | 6.   | Rasta Vechta           | 24 | 21 | 12 | 9  | 1695 | 1718 | -23  | +14 |
|  | 7.   | Brose Bamberg          | 24 | 21 | 12 | 9  | 1734 | 1648 | +86  | -14 |
|  | 8.   | S.Oliver Würzburg      | 22 | 21 | 11 | 10 | 1755 | 1785 | -30  | +15 |
|  | 9.   | BG Göttingen           | 22 | 21 | 11 | 10 | 1727 | 1788 | -61  | -15 |
|  | 10.  | ratiopharm Ulm         | 20 | 20 | 10 | 10 | 1748 | 1709 | +39  |     |
|  | 11.  | Löwen Braunschweig     | 18 | 20 | 9  | 11 | 1791 | 1831 | -40  |     |
|  | 12.  | Medi Bayreuth          | 18 | 21 | 9  | 12 | 1811 | 1811 | 0    |     |
|  | 13.  | Gießen 46ers           | 12 | 20 | 6  | 14 | 1694 | 1785 | -91  |     |
|  | 14.  | Skyliners Frankfurt    | 12 | 21 | 6  | 15 | 1579 | 1692 | -113 |     |
|  | 15.  | Telekom Baskets Bonn   | 8  | 20 | 4  | 16 | 1687 | 1824 | -137 |     |
|  | 16.  | Mitteldeutscher        | 6  | 20 | 3  | 17 | 1791 | 1949 | -158 | +21 |
|  | 17.  | Hamburg Towers         | 6  | 20 | 3  | 17 | 1624 | 1855 | -231 | -21 |

      Campione di Germania.
      Ammesse ai playoff scudetto.
      Retrocessa in ProA
  Vincitrice del campionato
  Vincitrice della Coppa di Germania 2019
In caso di parità tra due squadre si considera la differenza canestri degli scontri diretti, in caso di scarto nullo si considera il coefficiente canestri (PF/PS). In caso di parità tra tre o più squadre si procede al calcolo della classifica avulsa, prendendo in considerazione come primo elemento il totale degli scontri diretti tra le squadre interne alla classifica avulsa, in caso di parità interna tra due squadre si prosegue con le regole per la parità tra due squadre.

### Risultati
|                     | BAM    | BAY    | BER     | BON    | BRA     | CRA     | FRA   | GIE    | GOT   | HAM    | LUD   | MBC     | MUN   | OLD    | ULM    | VEC    | WUR    |
| ------------------- | ------ | ------ | ------- | ------ | ------- | ------- | ----- | ------ | ----- | ------ | ----- | ------- | ----- | ------ | ------ | ------ | ------ |
| Brose Bamberg       | —      |        | 74–78   |        |         |         | 87–76 | 93–81  | 89–82 | 77–66  | 75–68 |         | 76–82 |        | 78–81  | 85–86  | 69–72  |
| Medi Bayreuth       | 75–88  | —      | 78–82   | 82–79  | 95–89   |         |       | 115–99 | 75–90 |        |       | 104–86  | 75–91 | 86–75  | 69–85  |        | 79–88  |
| Alba Berlin         | 107–70 |        | —       |        |         | 98–82   | 87–53 |        | 96–71 |        |       | 116–108 |       | 90–77  | 109–89 | 101–78 |        |
| Telekom Bonn        | 81–106 |        | 87–90   | —      | 85–90   | 82–114  | 77–76 | 112–96 |       | 90–102 | 77–83 | 103–85  |       |        |        |        | 86–95  |
| Braunschweig        | 85–94  |        |         |        | —       | 105–115 |       | 92–86  | 87–91 | 94–87  |       | 102–88  |       | 71–93  | 94–88  |        | 100–87 |
| Crailsheim Merlins  | 73–69  | 83–76  | 91–82   | 85–66  | 98–81   | —       | 68–76 |        | 83–57 | 101–98 | 83–92 |         |       | 93–98  | 91–79  | 101–88 |        |
| Skyliners Frankfurt | 72–87  | 74–88  |         |        | 81–82   | 81–83   | —     | 81–65  |       | 83–78  | 54–79 |         | 77–81 | 74–87  |        |        |        |
| Gießen 46ers        |        | 100–93 |         | 85–88  |         | 92–108  | 82–90 | —      |       | 75–79  | 98–88 | 98–95   | 70–82 | 83–68  | 77–97  | 79–87  | 91–87  |
| BG Göttingen        |        |        | 72–71   | 80–77  | 77–96   |         | 89–77 | 63–90  | —     | 101–95 | 77–83 | 107–95  | 90–81 | 104–87 | 65–86  | 72–77  |        |
| Hamburg Towers      | 59–89  | 81–95  | 75–100  |        |         | 91–92   |       |        | 87–93 | —      | 92–98 | 83–104  |       |        |        | 72–79  | 83–86  |
| MHP Ludwigsburg     |        | 89–84  | 81–77   | 94–80  | 91–77   |         | 82–64 |        |       | 94–83  | —     |         | 81–74 |        | 106–75 | 85–78  |        |
| Mitteldeutscher BC  | 96–99  | 88–102 |         |        | 89–95   | 87–95   | 92–99 |        | 84–90 |        | 87–89 | —       | 86–96 | 86–113 |        | 88–87  |        |
| Bayern Munich       |        | 91–79  | 84–80   | 93–85  | 75–62   | 82–63   |       | 94–75  | 82–81 | 111–55 |       |         | —     | 79–58  | 83–69  |        | 71–60  |
| Oldenburg           | 71–68  |        | 93–88   | 88–83  |         |         | 85–81 |        |       | 91–79  | 83–78 |         | 83–90 | —      | 91–104 | 83–76  | 90–82  |
| ratiopharm Ulm      |        | 103–93 | 106–112 | 85–73  | 98–103  |         | 72–78 |        |       | 102–69 | 76–94 | 96–80   |       |        | —      | 84–62  | 73–82  |
| Rasta Vechta        | 80–66  | 84–83  |         | 95–83  | 106–103 |         | 73–65 | 73–72  |       |        | 77–72 | 84–88   | 68–76 | 68–73  |        | —      | 89–87  |
| s.Oliver Würzburg   | 77–95  | 66–85  | 82–110  | 100–93 | 97–83   | 92–88   | 68–67 |        | 90–75 |        | 84–89 | 91–79   | 82–90 |        |        |        | —      |

## Playoff

### Fase a gironi

#### Gruppo A
| Pos | Squadra               | G | V | P | PF  | PS  | DP  | Qualificazione                  |
| --- | --------------------- | - | - | - | --- | --- | --- | ------------------------------- |
| 1   | Ratiopharm Ulm        | 4 | 4 | 0 | 361 | 297 | +64 | Qualificate ai quarti di finale |
| 2   | EWE Baskets Oldenburg | 4 | 3 | 1 | 320 | 311 | +9  | Qualificate ai quarti di finale |
| 3   | Bayern Munich         | 4 | 2 | 2 | 366 | 318 | +48 | Qualificate ai quarti di finale |
| 4   | BG Göttingen          | 4 | 1 | 3 | 272 | 337 | −65 | Qualificate ai quarti di finale |
| 5   | Crailsheim Merlins    | 4 | 0 | 4 | 320 | 376 | −56 |                                 |

#### Gruppo B
| Pos | Squadra                | G | V | P | PF  | PS  | DP  | Qualificazione                  |
| --- | ---------------------- | - | - | - | --- | --- | --- | ------------------------------- |
| 1   | Alba Berlin            | 4 | 4 | 0 | 378 | 324 | +54 | Qualificate ai quarti di finale |
| 2   | MHP Riesen Ludwigsburg | 4 | 3 | 1 | 353 | 324 | +29 | Qualificate ai quarti di finale |
| 3   | Brose Bamberg          | 4 | 2 | 2 | 364 | 366 | −2  | Qualificate ai quarti di finale |
| 4   | Skyliners Frankfurt    | 4 | 1 | 3 | 295 | 319 | −24 | Qualificate ai quarti di finale |
| 5   | Rasta Vechta           | 4 | 0 | 4 | 289 | 346 | −57 |                                 |

### Fase finale
|  | Quarti di finale | Quarti di finale  | Quarti di finale | Quarti di finale | Quarti di finale |  |  | Semifinali | Semifinali     | Semifinali | Semifinali   | Semifinali |    |     | Finale | Finale         | Finale | Finale | Finale |  |
|  |                  |                   |                  |                  |                  |  |  |            |                |            |              |            |    |     |        |                |        |        |        |  |
|  | 1A               | Ulma              | 101              | 96               | 197              |  |  |            |                |            |              |            |    |     |        |                |        |        |        |  |
|  | 4B               | Skyl. Francoforte | 61               | 69               | 130              |  |  | 1A         | Ulma           | 71         | 85           | 156        |    |     |        |                |        |        |        |  |
|  | 2B               | R. Ludwigsburg    | 87               | 73               | 160              |  |  | 2B         | R. Ludwigsburg | 71         | 94           | 165        |    |     |        |                |        |        |        |  |
|  | 3A               | Bayern Monaco     | 83               | 74               | 157              |  |  |            |                |            |              |            |    |     | 2B     | R. Ludwigsburg | 65     | 74     | 139    |  |
|  | 1B               | Alba Berlino      | 93               | 88               | 181              |  |  |            |                | 1B         | Alba Berlino | 88         | 75 | 163 |        |                |        |        |        |  |
|  | 4A               | BG 74 Gottinga    | 68               | 85               | 153              |  |  | 1B         | Alba Berlino   | 92         | 81           | 173        |    |     |        |                |        |        |        |  |
|  | 2A               | EWE Oldenburg     | 86               | 89               | 175              |  |  | 2A         | EWE Oldenburg  | 63         | 59           | 122        |    |     |        |                |        |        |        |  |
|  | 3B               | Bamberger         | 81               | 75               | 156              |  |  |            |                |            |              |            |    |     |        |                |        |        |        |  |

| Basketball-Bundesliga 2019-2020 |
| ------------------------------- |
| Alba Berlino 9º titolo          |

## Squadre tedesche nelle competizioni europee
| Squadra               | Competizione     | Andamento        |
| --------------------- | ---------------- | ---------------- |
| Bayern Munich         | Euroleague       | Regular season   |
| Alba Berlin           | Euroleague       | Regular season   |
| EWE Baskets Oldenburg | Eurocup          | Top 16           |
| ratiopharm Ulm        | Eurocup          | Regular season   |
| Telekom Baskets Bonn  | Champions League | Ottavi di finale |
| Brose Bamberg         | Champions League | Regular season   |
| Rasta Vechta          | Champions League | Regular season   |
| medi Bayreuth         | FIBA Europe Cup  | Semifinali       |

in corsivo le fasi raggiunte nella competizione ancora in corso